# Ostřice jarní
Ostřice jarní (Carex caryophyllea, syn.: Carex verna) je druh jednoděložné rostliny z čeledi šáchorovité (Cyperaceae).

## Popis
Jedná se o rostlinu dosahující výšky nejčastěji 10–50 cm. Je vytrvalá a pouze řídce trsnatá, z oddenku vyrážejí vystoupavé výběžky. Listy jsou střídavé, přisedlé, s listovými pochvami. Lodyha je tupě trojhranná, delší než listy. Čepele jsou asi 1,5–3 mm široké, drsné, světle zelené. Bazální pochvy jsou světle hnědé až hnědé, síťnatě rozpadavé. Ostřice jarní patří mezi různoklasé ostřice, nahoře jsou klásky čistě samčí, dole čistě samičí. Samčí klásek bývá pouze jeden, samičí jsou většinou 1–2, vzácněji až 3. Listeny jsou štětinovité nebo bezčepelné s krátkými pochvami na bázi. Okvětí chybí. V samčích květech jsou zpravidla 3 tyčinky. Čnělky jsou většinou 3. Plodem je mošnička, která je asi 2–3 mm dlouhá, zelenavá, za zralosti až zelenohnědá, pýřitá, bezžilná, zobánek je krátký, na vrcholu jen mělce vykrojený. Každá mošnička je podepřená plevou, která je rezavě hnědá se zeleným středním žebrem, lesklá, někdy osinkatá. Kvete nejčastěji v březnu až v květnu. Počet chromozómů: 2n=62, 64, 66 nebo 68.

## Rozšíření
Ostřice jarní roste hlavně ve velké části Evropy, chybí na úplném jihu, jako je jižní Španělsko nebo jižní Řecko, na sever sahá její areál po jižní Švédsko. Na východ je rozšířena až po jihozápadní Sibiř. Byla zavlečena i do Severní Ameriky. Mapka rozšíření viz zde: .

## Rozšíření v Česku
V ČR roste dosti často od nížin do podhůří. Nejčastěji roste v různých trávnících, někdy i ve světlých lesích, např. doubravách.

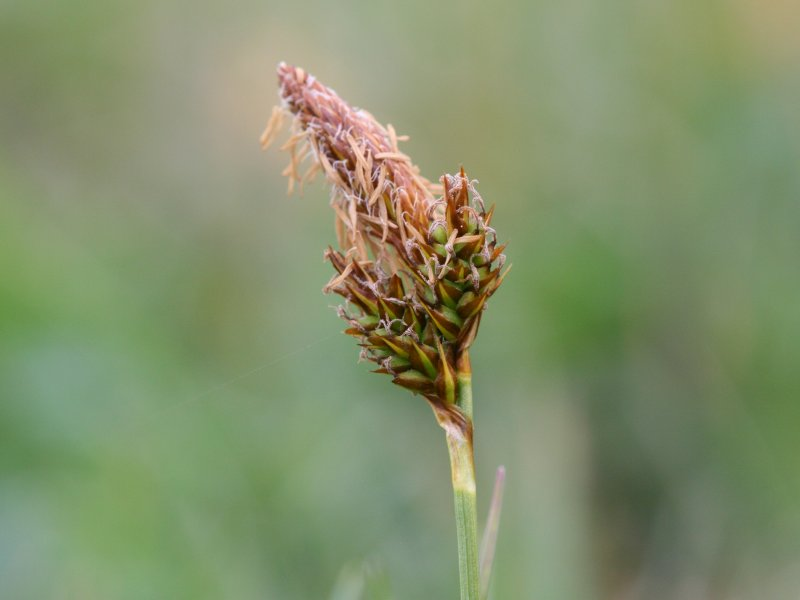
Detail klásků